# Hauqala

Hauqala

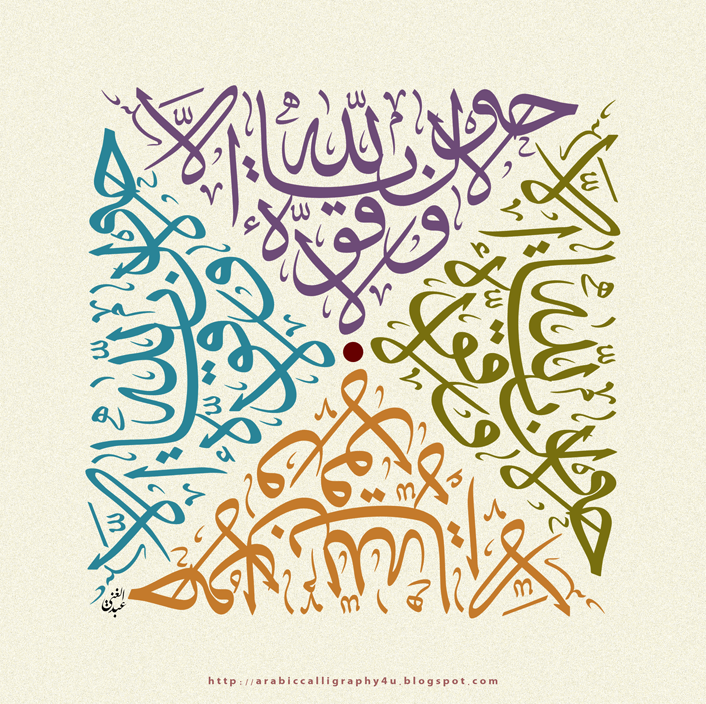
Hawqala als arabische Kalligraphie

Die Hauqala (arabisch الحوقلة, DMG Ḥauqala) ist die von Muslimen verwendete religiöse Redewendung لا حول ولا قوة إلا بالله / lā ḥawla wa-lā qūwata illā bi-llāh oder übersetzt: Es gibt weder Macht noch Stärke außer bei Gott. Dieser Ausspruch, der nicht im Koran, sondern erst im Hadith belegbar ist, wird von Muslimen verwendet, wenn sie ein Unglück trifft oder wenn man sich in einer aussichtslosen Situation befindet, aber auch zum Gedenken an Gott. Oft ist dieser Ausdruck am Ende von religiösen Werken oder am Kolophon von Handschriften eingetragen.
Das Wort Ḥauqala ist eine Kontraktion aus den Worten ḥaul (= Macht) und qūwa (= Stärke) und Allāh. Auf Arabisch werden solche Kontraktionen als Naḥt bezeichnet.